# یایلاجیک (آردانوچ)
یایلاجیک (به ترکی استانبولی: Yaylacık) یک منطقهٔ مسکونی در ترکیه است که در آردانوچ واقع شده‌است. یایلاجیک ۲۷ نفر جمعیت دارد.